# Арчибалд Гејки
Сер Арчибалд Гејки или Гики (енгл. Archibald Geikie; 28. децембар 1835 − 10. новембар 1924) био је шкотски геолог и писац.

## Детињство и школовање
Гики је рођен у Единбургу 1835. г. као најстарији син музичара и музичког критичара Џејмса Стјуарта Гикеа.

## Каријера
За сарадника на Британском геолошком заводу изабран је 1855. г. Премда је оловком руковао подједнако вешто као и чекићем, подужи списак својих дела крунисао је „Причом облутка или“ „Пабирци из бележака једног геолога“ (1858). Његово умеће привукло је пажњу његовог шефа, Сер Родрика Марчинсона, са којим је био добар пријатељ до краја живота, а постао је и његов биограф.
Заједно са Марчинсоном обавио је неке своје најраније радове у неприступачним пределима шкриљаца у шкотским побрђима, а мала геолошка мапа Шкотске која је објављена 1862. г. резултат је њиховог заједничког рада. Већу мапу је направио Гики 1892. г. Године 1863. Значајан есеј „О феномену глечерских наноса Шкотске” објавио је у Трансакцијама Геолошког друштва Глазгова, где су утицаји активности леда у тој земљи по први пут јасно и повезано представљене.
Године 1865. Гикеово дело Призори Шкотске (3. издање, 1901) је објављено, а према његовим тврдњама, то је био први покушај да се детаљније расветли историја топографије државе. Исте године изабран је за члана Краљевског друштва. У то време, Единбуршка школа геолога, међу којима је био и истакнути сер Ендру Ремзи, са својом Физичком геологијом и Географијом Велике Британије, истицала је велику важност денудације у конфигурацији земних површина, а посебно ерозију долина изазвану активношћу текуће воде. Гикеова књига, која се заснива на огромном познавању државе, дала је важан допринос доктринама Единбуршке школе. Ускоро је и он сам себе почео да истиче као једног од главних представника ове школе.
Посебни Огранак Геолошког завода за Шкотску основан је 1867. г., а Гики је именован за првог директора. Када је Марчинсон постао професор геологије и минералогије на Универзитету у Единбургу 1871. г. он је постао први шеф катедре. На овим двема позицијама остао је до 1881. г. Те године, додељена му је Марчиноснова медаља Геолошког друштва у Лондону и наследио је сер Ендруа Ремзија на дужностима генералног директора Гелошког завода Уједињеног Краљевства и директора Музеја за практичну геологију у Лондону. У пензију је отишао у фебруару 1901. г. Његов мандат обележило је залагање за микроскопску петрографију, грану геологије којој је посветио посебну студију и изузетна збирка танких пресека британских стена. Касније је написао два мемоара Завода -  „Геологија централног и западног Фајфа и Кинроса“ (1900) и „Геологија источног Фајфа„ (1902).
Још од почетка каријере, када је почео да истажује геологију острва Скај и других западних острва, заинтересовао се за вулканску геологију и 1871. г. је пред Геолошким друштвом у Лондону изнео вулканску историју палеогена у Британији. Како било, остало је још много нерешених проблема. Овде су му много помогла путовања широм Европе и по западној Америци. Док су кањони Колорада потврдили његове дугодишње ставове о ерозији, вулканске регије Вајоминга, Монтане и Јуте представљали су вредан материјал за објашњење вулканског феномена. Резултати његових каснијих истраживања представљени су у есеју под називом „Историја вулканске активности током терцијара на Британским острвима“ који је објављен у „Трансакцијама Краљевског друштва у Единбургу“ (1888). Његови ставови о вулканској геологији изложени су у председничким говорима пред Геолошким друштвом у Лондону 1891. и 1892. године а после тога преточени у књигу „Древни вулкани Велике Британије“ (1897). Остали резултати са његових путовања сакупљени су у делу „Геолошки прикази у земљи и иностранству“ (1882).

## Писање
Гики је написао биографију Едварда Форбса и биографије својих претходника, сер Родрика Марчинсона (у два тома, 1875) и сер Ендруа Кромби Ремзија (1895). Његова књига „Утемељивачи геологије„ састоји се од уводних предавања на Универзитету Џонс Хопкинс у Балтимору из 1897.
Године 1897. издао је и Геолошку мапу Енглеске и Велса, са описним белешкама.
Године 1898. одржао је Романес Лецтурес, које су објављене под називом „Врсте предела и њхов утицај на књижевност“. Студија физичке географије у Великој Британији је знатно унапређена захваљујући његовим напорима. Међу његовим делима која обрађују ову тему налази се и „Настава географије“ (1887). Написао је још и „Шкотске мемоаре“ (1904) и „Пејзаж кроз историју и други есеји“ (1905). „Његово дело Шекспирове птице“ објављено је 1916. г.

## Награде
Гики је био задужен за међународну сарадњу у Краљевском друштву од 1890. до 1894, а за председника је изабран 1909. г. Одликован је 1896. Био је председник Геолошког друштва у Лондону 1891. и 1892. г., и поново 1906. и 1907. г. Био је и председник Британске научне асоцијације 1892. г.
Титулу доктора наука у области права је стекао на Универзитету у Глазгову у јуну 1901. године.
Титула витеза додељена му је 1891. г., витешки Орден Бата је добио 1907., а Орден заслуга 1914.
Умро је у свом дому у Сарију. Био је ожењен Алисом са којом је имао четворо деце.